# آئرومار

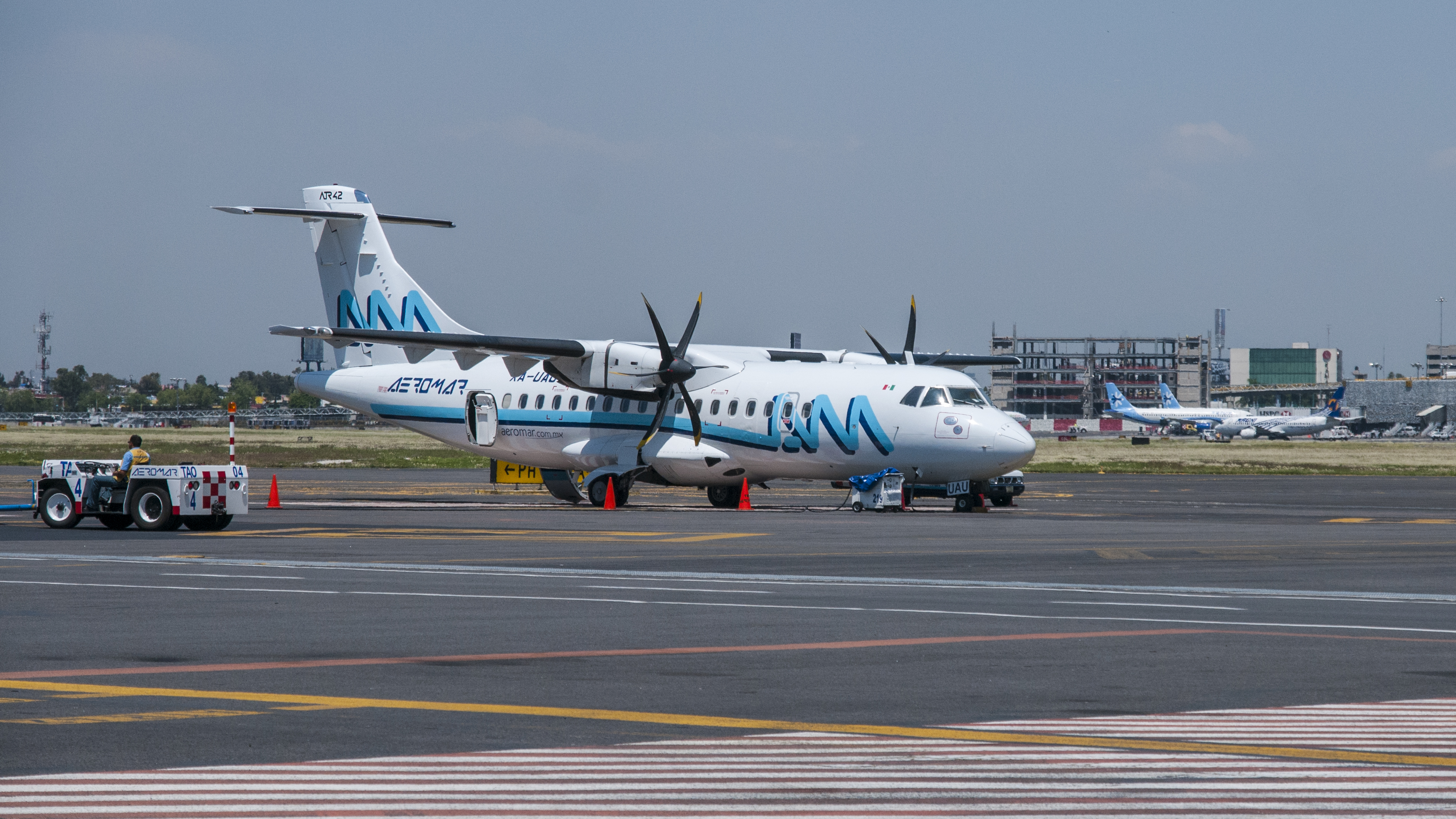

آئرومار (به انگلیسی: Aeromar) یک شرکت هواپیمایی با کد یاتا VW است که در تاریخ ۱۹۸۷ میلادی تأسیس شده‌است. دفتر مرکزی آئرومار در فرودگاه بین‌المللی مکزیکو سیتی واقع شده‌است و قطب این شرکت هواپیمایی در فرودگاه بین‌المللی مکزیکو سیتی قرار دارد و به ۲۱ مقصد، پرواز انجام می‌دهد.